# Żeglarstwo na Letnich Igrzyskach Olimpijskich 2016
Żeglarstwo na Letnich Igrzyskach Olimpijskich 2016 rozgrywane będzie w dniach 5-21 sierpnia 2016 w Marina da Gloria.

## Kwalifikacje
Zasady kwalifikacji
| Konkurencja  | Ilość zakwalifikowanych sportowców | Ilość zakwalifikowanych sportowców | Ilość zakwalifikowanych sportowców | Ilość zakwalifikowanych sportowców | Ilość zakwalifikowanych sportowców | Ilość zakwalifikowanych sportowców | Ilość zakwalifikowanych sportowców | Ilość zakwalifikowanych sportowców | Ilość zakwalifikowanych sportowców | Ilość zakwalifikowanych sportowców | Ilość zakwalifikowanych sportowców |
| Konkurencja  | MŚ 2014                            | MŚ 2015                            | AFR                                | AZJ                                | OCE                                | EUR                                | APŁ                                | APD                                | Gospodarz                          | ZAP                                | Suma                               |
| Mężczyźni    | Mężczyźni                          | Mężczyźni                          | Mężczyźni                          | Mężczyźni                          | Mężczyźni                          | Mężczyźni                          | Mężczyźni                          | Mężczyźni                          | Mężczyźni                          | Mężczyźni                          | Mężczyźni                          |
| ------------ | ---------------------------------- | ---------------------------------- | ---------------------------------- | ---------------------------------- | ---------------------------------- | ---------------------------------- | ---------------------------------- | ---------------------------------- | ---------------------------------- | ---------------------------------- | ---------------------------------- |
| RS:X         | 18                                 | 6                                  | 2                                  | 2                                  | 1                                  | 2                                  | 2                                  | 2                                  | 1                                  | 0                                  | 36                                 |
| Laser        | 23                                 | 9                                  | 2                                  | 2                                  | 1                                  | 2                                  | 2                                  | 2                                  | 1                                  | 2                                  | 46                                 |
| Finn         | 12                                 | 4                                  | 1                                  | 1                                  | 1                                  | 1                                  | 1                                  | 1                                  | 1                                  | 0                                  | 23                                 |
| 470          | 13                                 | 6                                  | 1                                  | 1                                  | 1                                  | 1                                  | 1                                  | 1                                  | 1                                  | 0                                  | 26                                 |
| 49er         | 10                                 | 3                                  | 1                                  | 1                                  | 1                                  | 1                                  | 1                                  | 1                                  | 1                                  | 0                                  | 20                                 |
| Kobiety      |                                    |                                    |                                    |                                    |                                    |                                    |                                    |                                    |                                    |                                    |                                    |
| RS:X         | 13                                 | 6                                  | 1                                  | 1                                  | 1                                  | 1                                  | 1                                  | 1                                  | 1                                  | 0                                  | 26                                 |
| Laser Radial | 19                                 | 4                                  | 2                                  | 2                                  | 1                                  | 2                                  | 2                                  | 2                                  | 1                                  | 2                                  | 37                                 |
| 470          | 10                                 | 3                                  | 1                                  | 1                                  | 1                                  | 1                                  | 1                                  | 1                                  | 1                                  | 0                                  | 20                                 |
| 49erFX       | 10                                 | 3                                  | 1                                  | 1                                  | 1                                  | 1                                  | 1                                  | 1                                  | 1                                  | 0                                  | 20                                 |
| Mieszane     |                                    |                                    |                                    |                                    |                                    |                                    |                                    |                                    |                                    |                                    |                                    |
| Nacra 17     | 10                                 | 3                                  | 1                                  | 1                                  | 1                                  | 1                                  | 1                                  | 1                                  | 1                                  | 0                                  | 20                                 |

| Państwo                              | Mężczyźni | Mężczyźni | Mężczyźni | Mężczyźni | Mężczyźni | Kobiety | Kobiety      | Kobiety | Kobiety | Mieszane |
| Państwo                              | RS:X      | Laser     | Finn      | 470       | 49er      | RS:X    | Laser Radial | 470     | 49erFX  | Nacra 17 |
| ------------------------------------ | --------- | --------- | --------- | --------- | --------- | ------- | ------------ | ------- | ------- | -------- |
| Algieria                             | X         |           |           |           |           | X       | X            |         |         |          |
| Angola                               |           | X         |           | X         |           |         |              |         |         |          |
| Argentyna                            | X         | X         | X         | X         | X         | X       | X            |         | X       | X        |
| Aruba                                |           |           |           |           |           |         | X            |         |         | X        |
| Australia                            |           | X         | X         | X         | X         |         | X            | X       |         | X        |
| Austria                              |           |           |           | X         | X         |         |              | X       |         | X        |
| Białoruś                             | X         |           |           |           |           |         | X            |         |         |          |
| Belgia                               |           | X         |           |           | X         |         | X            |         |         |          |
| Bermudy                              |           | X         |           |           |           |         | X            |         |         |          |
| Brazylia                             | X         | X         | X         | X         | X         | X       | X            | X       | X       | X        |
| Kanada                               |           | X         | X         | X         |           |         | X            |         | X       | X        |
| Kajmany                              |           |           |           |           |           |         | X            |         |         |          |
| Chile                                |           | X         |           | X         | X         |         |              | X       | X       |          |
| Chiny                                | X         |           | X         | X         |           | X       | X            | X       |         |          |
| Kolumbia                             | X         |           |           |           |           |         |              |         |         |          |
| Wyspy Cooka                          |           | X         |           |           |           |         | X            |         |         |          |
| Chorwacja                            | X         | X         | X         | X         | X         |         | X            |         |         |          |
| Cypr                                 | X         | X         |           |           |           |         |              |         |         |          |
| Czechy                               | X         | X         |           |           |           |         | X            |         |         |          |
| Dania                                | X         | X         | X         |           | X         | X       | X            |         | X       | X        |
| Egipt                                |           | X         |           |           |           |         |              |         |         |          |
| Salwador                             |           | X         |           |           |           |         |              |         |         |          |
| Estonia                              |           | X         | X         |           |           | X       |              |         | X       |          |
| Finlandia                            |           | X         | X         | X         |           | X       | X            |         | X       |          |
| Francja                              | X         | X         | X         | X         | X         | X       | X            | X       | X       | X        |
| Niemcy                               | X         | X         |           | X         | X         |         |              | X       | X       | X        |
| Wielka Brytania                      | X         | X         | X         | X         | X         | X       | X            | X       | X       | X        |
| Grecja                               | X         |           | X         | X         |           | X       |              |         |         | X        |
| Gwatemala                            |           | X         |           |           |           |         |              |         |         |          |
| Hongkong                             | X         |           |           |           |           | X       |              |         |         |          |
| Węgry                                | X         | X         | X         |           |           | X       | X            |         |         |          |
| Irlandia                             |           | X         |           |           | X         |         | X            |         | X       |          |
| Izrael                               | X         |           |           | X         |           | X       |              | X       |         |          |
| Włochy                               | X         | X         | X         |           | X         | X       | X            | X       | X       | X        |
| Japonia                              | X         |           |           | X         | X         | X       | X            | X       | X       |          |
| Łotwa                                |           |           |           |           |           | X       |              |         |         |          |
| Litwa                                | X         |           |           |           |           |         | X            |         |         |          |
| Malezja                              |           | X         |           |           |           |         | X            |         |         |          |
| Meksyk                               | X         | X         |           |           |           | X       |              |         |         |          |
| Czarnogóra                           |           | X         |           |           |           |         |              |         |         |          |
| Holandia                             | X         | X         | X         |           |           | X       | X            | X       | X       | X        |
| Nowa Zelandia                        |           | X         | X         | X         | X         |         |              | X       | X       | X        |
| Norwegia                             |           | X         | X         |           |           | X       | X            |         | X       |          |
| Peru                                 |           | X         |           |           |           |         | X            |         |         |          |
| Polska                               | X         | X         |           |           | X         | X       |              | X       |         |          |
| Portugalia                           | X         | X         |           |           | X         |         | X            |         |         |          |
| Rosja                                | X         | X         |           | X         |           | X       |              | X       |         |          |
| Saint Lucia                          |           |           |           |           |           |         | X            |         |         |          |
| Seszele                              | X         | X         | X         |           |           |         |              |         |         |          |
| Singapur                             | X         | X         |           |           |           | X       | X            | X       | X       | X        |
| Słowenia                             |           |           | X         |           |           |         |              | X       |         |          |
| Południowa Afryka                    |           | X         |           | X         |           |         |              |         |         |          |
| Korea Południowa                     | X         | X         |           | X         |           |         |              |         |         |          |
| Hiszpania                            | X         | X         |           | X         | X         | X       | X            | X       | X       | X        |
| Szwecja                              |           | X         | X         | X         |           |         | X            |         | X       |          |
| Szwajcaria                           | X         |           |           | X         | X         |         |              | X       |         | X        |
| Chińskie Tajpej                      | X         |           |           |           |           |         |              |         |         |          |
| Tajlandia                            | X         | X         |           |           |           | X       | X            |         |         |          |
| Trynidad i Tobago                    |           | X         |           |           |           |         |              |         |         |          |
| Tunezja                              |           | X         |           |           |           |         | X            |         |         | X        |
| Turcja                               | X         |           | X         | X         |           | X       | X            |         |         |          |
| Ukraina                              | X         |           |           | X         |           |         |              |         |         |          |
| Stany Zjednoczone                    | X         | X         | X         | X         | X         | X       | X            | X       | X       | X        |
| Urugwaj                              |           |           | X         |           |           |         | X            |         |         | X        |
| Wenezuela                            | X         | X         |           |           |           |         |              |         |         |          |
| Wyspy Dziewicze Stanów Zjednoczonych |           | X         |           |           |           |         |              |         |         |          |
| Suma: 66 państw                      | 36        | 46        | 23        | 26        | 20        | 26      | 37           | 20      | 20      | 20       |

## Wyniki

### Mężczyźni
| Konkurencja:                  | Złoto:                    | Srebro:                       | Brąz:                           |
| 470 (szczegóły)               | Šime Fantela Igor Marenic | Mathew Belcher William Ryan   | Panajotis Mandis Pawlos Kajalis |
| 49er (szczegóły)              | Peter Burling Blair Tuke  | Nathan Outteridge Iain Jensen | Erik Heil Thomas Ploessel       |
| Finn (szczegóły)              | Giles Scott               | Vasilij Zbogar                | Caleb Paine                     |
| Laser (szczegóły)             | Tom Burton                | Tonci Stpanovic               | Sam Meech                       |
| Windsurfing: RS:X (szczegóły) | Dorian van Rijsselberghe  | Nick Dempsey                  | Pierre Le Coq                   |

### Kobiety
| Konkurencja:                  | Złoto:                     | Srebro:                  | Brąz:                                 |
| 470 (szczegóły)               | Hannah Mills Saskia Clark  | Jo Aleh Polly Powrie     | Camille Lecointre Hélène Defrance     |
| 49erFX (szczegóły)            | Martine Grael Kahena Kunze | Alex Maloney Molly Meech | Jena Mai Hansen Katja Salskov-Iversen |
| Laser Radial (szczegóły)      | Marit Bouwmeester          | Annalise Murphy          | Anne-Marie Rindom                     |
| Windsurfing: RS:X (szczegóły) | Charline Picon             | Chen Peina               | Stiefanija Jełfutina                  |

### Zawody mieszane
| Konkurencja:         | Złoto:                                 | Srebro:                        | Brąz:                    |
| Nacra 17 (szczegóły) | Santiago Lange Cecilia Carranza Saroli | Jason Waterhouse Lisa Darmanin | Thomas Zajac Tanja Frank |

## Tabela medalowa
| Miejsce | Państwo         | Złoto | Srebro | Brąz | Razem |
| ------- | --------------- | ----- | ------ | ---- | ----- |
| 1.      | Wielka Brytania | 2     | 1      | 0    | 3     |
| 2.      | Chorwacja       | 2     | 0      | 0    | 2     |
| 2.      | Holandia        | 2     | 0      | 0    | 2     |
| 4.      | Nowa Zelandia   | 1     | 2      | 1    | 4     |
| 5.      | Francja         | 1     | 0      | 2    | 3     |
| 6.      | Argentyna       | 1     | 0      | 0    | 1     |
| 6.      | Brazylia        | 1     | 0      | 0    | 1     |
| 8.      | Australia       | 0     | 4      | 0    | 4     |
| 9.      | Chiny           | 0     | 1      | 0    | 1     |
| 9.      | Irlandia        | 0     | 1      | 0    | 1     |
| 9.      | Słowenia        | 0     | 1      | 0    | 1     |
| 12.     | Dania           | 0     | 0      | 2    | 2     |
| 13.     | Austria         | 0     | 0      | 1    | 1     |
| 13.     | Grecja          | 0     | 0      | 1    | 1     |
| 13.     | Niemcy          | 0     | 0      | 1    | 1     |
| 13.     | Rosja           | 0     | 0      | 1    | 1     |
| 13.     | USA             | 0     | 0      | 1    | 1     |
| Razem   | Razem           | 10    | 10     | 10   | 30    |